# Nelson Ferreira (Fußballspieler)
Nelson Ferreira Coelho (* 26. Mai 1982) ist ein ehemaliger portugiesischer Fußballspieler.

## Karriere
Nelson Ferreira spielte ab 1992 in der Jugend des FC Interlaken. 2001 wechselte der gelernte Bodenleger zum FC Thun, nachdem er dort bereits in der Saison 1998/99 ein Jahr in der Jugendabteilung zubrachte, und unterzeichnete dort seinen ersten Profivertrag. Er spielte damals mit Thun in der Nationalliga B. Ein Jahr später stieg er mit den Thunern in die höchste Liga, die Nationalliga A, auf und wurde zum Stammspieler im Mittelfeld des FC Thun.
In der Saison 2005/06 gelangen ihm mit der Mannschaft die größten Erfolge, er schoss sechs Tore in 36 Spielen in der Super League und man qualifizierte sich nach Siegen in den Qualifikationsspielen gegen Dynamo Kiew und Malmö FF für die Gruppenphase der UEFA Champions League. Dort wurden den Thunern die Gegner Arsenal London, Ajax Amsterdam und Sparta Prag zugelost. Im ersten Champions-League-Spiel des FC Thun am 14. September 2005 gegen den FC Arsenal erzielte er ein sehenswertes Tor. Schließlich wurde der dritte Platz in der Gruppe erreicht und Thun nahm danach am UEFA-Pokal teil und verlor in der nächsten Runde gegen den Hamburger SV.
Nach der Saison 2007/08 stieg er mit dem Klub aus der höchsten Liga ab und verließ zum Juli 2008 den Verein. Er unterschrieb beim FC Luzern einen Dreijahresvertrag, der 2011 um ein Jahr verlängert wurde. Im Juli 2012 kehrte er nach Thun zurück, wo er einen Vierjahresvertrag unterschrieb. Am 21. Mai 2019 gab er auf Ende der Saison 2018/19 seinen Rücktritt bekannt.